# ان-استیل‌گلوکزآمین
N-استیل‌گلوکزامین (به انگلیسی: N-Acetylglucosamine) با فرمول شیمیایی C۸H۱۵NO۶ یک هگزوزآمین با شناسه پاب‌کم ۲۴۱۳۹ است؛ که جرم مولی آن ۲۲۱٫۲۱ g/mol می‌باشد.
گلیکوزآمینوگلیکان‌ها مانند اسید هیالورونیک پلی ساکاریدهای بدون شاخه طولانی می‌باشند که متشکل از واحدهای دی ساکاریدی هستند. این واحدهای دی ساکاریدی (به جز کراتین سولفات) عبارتند از یک هگزوزآمین (مانند ان استیل گلوکزآمین یا گالاکتوزآمین) و یک قند اورونیک مانند گلوکورونیک اسید یا گالاکتوز.

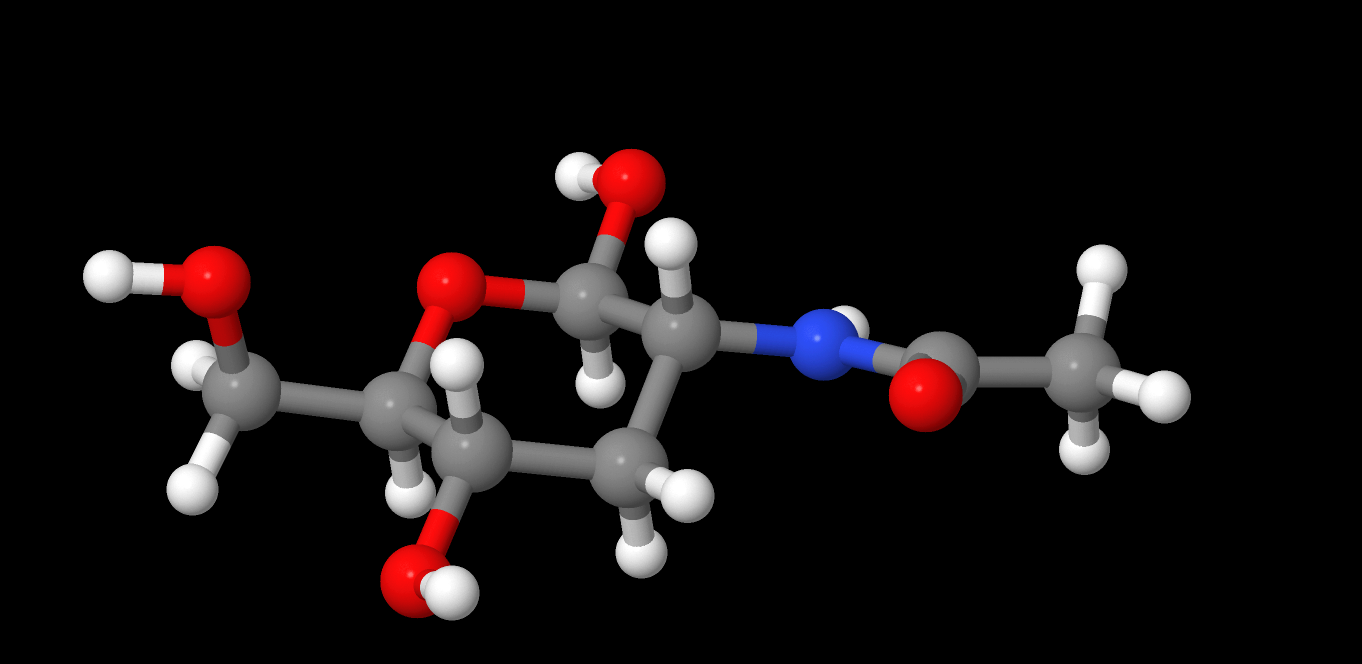
مولکول ان-استیل‌گلوکزامین